# 曼达尔巴尼
曼达尔巴尼（Mandarbani），是印度西孟加拉邦Barddhaman县的一个城镇。总人口5497（2001年）。

## 人口
该地2001年总人口5497人，其中男性3160人，女性2337人；0—6岁人口650人，其中男336人，女314人；识字率59.67%，其中男性为70.41%，女性为45.14%。